# Tóth István (labdarúgó, 1952)
Tóth István (Perkáta, 1952. március 30. –) labdarúgó, hátvéd.

## Pályafutása
Az 1970–71-es idényben az Újpesti Dózsa labdarúgója volt. Az élvonalban 1971. május 23-án mutatkozott be a Pécsi Dózsa ellen, ahol csapata 2–1-es győzelmet aratott. Ezzel az egy mérkőzéssel a bajnokcsapat tagja lett. 1971 és 1974 között Pécsi Dózsa csapatában szerepelt. 1974 és 1981 között a Dunaújváros játékosa volt. Az élvonalban összesen 197 mérkőzésen szerepelt és tíz gólt szerzett.

## Sikerei, díjai
- Magyar bajnokság
  - bajnok: 1970–71